# Bifrenaria clavigera
Bifrenaria clavigera é uma espécie de orquídea epífita de crescimento cespitoso que existe no Espírito Santo e Rio de Janeiro, no Brasil, onde habita florestas úmidas. Pertence ao grupo das Bifrenaria pequenas, classificadas ocasionalmente nos gêneros Adipe ou Stenocoryne. Enquanto a Bifrenaria silvana é a menor vegetativamente, esta é a que apresenta as menores flores. Esta espécie é muito próxima da Bifrenaria racemosa da qual se diferencia pelo formato do calo do labelo, aqui mais arredondado e inflado no topo.  Há quem considere ambas apenas variedades da mesma.